# Sant’Ippolito
Sant’Ippolito (im gallomarkesischen Dialekt: Sant’Ipòlt) ist eine italienische Gemeinde (comune) mit 1468 Einwohnern (Stand 31. Dezember 2023) in der Provinz Pesaro und Urbino in den Marken. Die Gemeinde liegt etwa 25 Kilometer südsüdwestlich von Pesaro und etwa 19,5 Kilometer ostsüdöstlich von Urbino und gehört zur Comunità montana del Metauro. Der Metauro bildet die nördliche Gemeindegrenze.

## Verkehr
Durch die Gemeinde führt die Strada Statale 73bis di Bocca Trabaria (E 78) von San Giustino nach Fano.